# Chuyến bay 981 của Turkish Airlines
Chuyến bay 981 của Turkish Airlines là một chuyến bay quốc tế theo lịch trình từ sân bay quốc tế Istanbul Yesilköy đến sân bay quốc tế Heathrow ở London, điểm dừng tại sân bay quốc tế Orly ở Paris. Vào ngày 3 tháng 3 năm 1974, chiếc McDonnell Douglas DC-10 đang vận hành chuyến bay 981 đã rơi vào rừng Ermenonville, ngoại ô Paris, giết chết tất cả 346 người trên khoang. Vụ tai nạn còn được mô tả là thảm hoạ hàng không Ermenonville. Đây là vụ tai nạn máy bay thảm khốc nhất lịch sử cho đến ngày 27 tháng 3 năm 1977, khi 583 người đã thiệt mạng trong vụ va chạm của 2 chiếc Boeing 747 của hãng hàng không KLM và Pan Am tại sân bay Los Rodeos (nay là sân bay Tenerife North).
Vụ tai nạn xảy ra khi một cánh cửa chất hàng được bảo đảm không đầy đủ ở phía sau máy bay, gây ra nứt và bị vỡ ra, gây ra sự mất kiểm soát.

## Máy bay
Chiếc máy bay gặp nạn được sản xuất tại thành phố Long Beach (California, Mỹ), được hãng hàng không Thổ Nhĩ Kỳ mua và đặt tên số đăng ký là TC-JAV vào ngày 10 tháng 12 năm 1972. Có 12 ghế hạng nhất (6 chỗ ngồi) và 333 ghế hạng phổ thông (9 chỗ ngồi) với tổng số 345 ghế hành khách. Vào thời điểm xảy ra tai nạn, chỉ 2 người ngồi ở hạng nhất, còn lại 333 người ngồi ở hạng phổ thông. 11 phi hành đoàn đều là người Thổ Nhĩ Kỳ. Cơ trưởng là Nejat Berköz (44 tuổi với 7000 giờ bay), cơ phó là Oral Ulusman (38 tuổi với 5600 giờ bay). Kỹ sư máy bay là Erhan Özer (37 tuổi, với 2120 giờ bay).

## Tai nạn
Chuyến bay 981 cất cánh từ sân bay quốc tế Istanbul lúc 7 giờ sáng (giờ địa phương), dự kiến hạ cánh xuống sân bay quốc tế Orly ở Paris lúc 11:02 trưa (giờ địa phương), sau thời gian bay chỉ 4 tiếng 2 phút. Chiếc máy bay đã chở được 167 hành khách và 11 phi hành đoàn trong chặng đầu tiên và 50 trong số những hành khách này đã lên máy bay. Chặng thứ 2 của chuyến bay, từ Paris đến sân bay London Heathrow, thường được đặt ở dưới mức. Tuy nhiên, do một cuộc đình công của các nhân viên hãng British European Airlines, nhiều hành khách ở London, bị mắc kẹt ở Orly, đã đặt vé chuyến bay 981, trì hoãn chuyến bay suốt 30 phút.
Máy bay rời sân bay Orly lúc 12:32, đến sân bay Heathrow và đi theo hướng đông, trước khi quay về hướng bắc. Ngay sau khi cất cánh, chuyến bay 981 đã được chuyển sang 230 [tức 23.000 ft (7000m)] và bắt đầu quay về hướng tây (về phía London). Ngay sau khi bay qua thị trấn Meaux, cánh cửa chất hàng phía sau đã bị thổi bay và sự chênh lệch áp suất không khí đột ngột giữa khoang chở hàng và khoang hành khách áp suất phía trên nó. Khi cánh cửa bật ra, bộ chính của như cả 2 bộ dây cáp điều khiển dự phòng ở dưới phần sàn đã bị cắt đứt hoàn toàn, phá hủy khả năng điều khiển thang máy, bánh lái và động cơ số 2. Việc các thành phần quan trọng bị hỏng này đã dẫn đến việc phi công hoàn toàn mất kiểm soát máy bay.
77 giây sau, máy bay đã rơi xuống rừng Ermenonville, một khu rừng thuộc sở hữu nhà nước tại Bosquet de Dammartin thuộc xã Fontaine-Chaalis. Tại thời điểm rơi, chiếc máy bay đạt tốc độ 430 hải lý/giờ (tức 490 dặm/giờ - 800 km/h) khi rẽ trái, vận tốc đầy đủ để khiến chiếc máy bay xấu số vỡ tan thành từng mảnh trong vòng chưa đầy 1 giây. Trong số 346 người thiệt mạng, chỉ có 40 thi thể được nhận dạng, đội cứu hộ thu hồi khoảng 20.000 mảnh thi thể. 9 hành khách còn lại chưa được xác định.

## Hành khách và phi hành đoàn

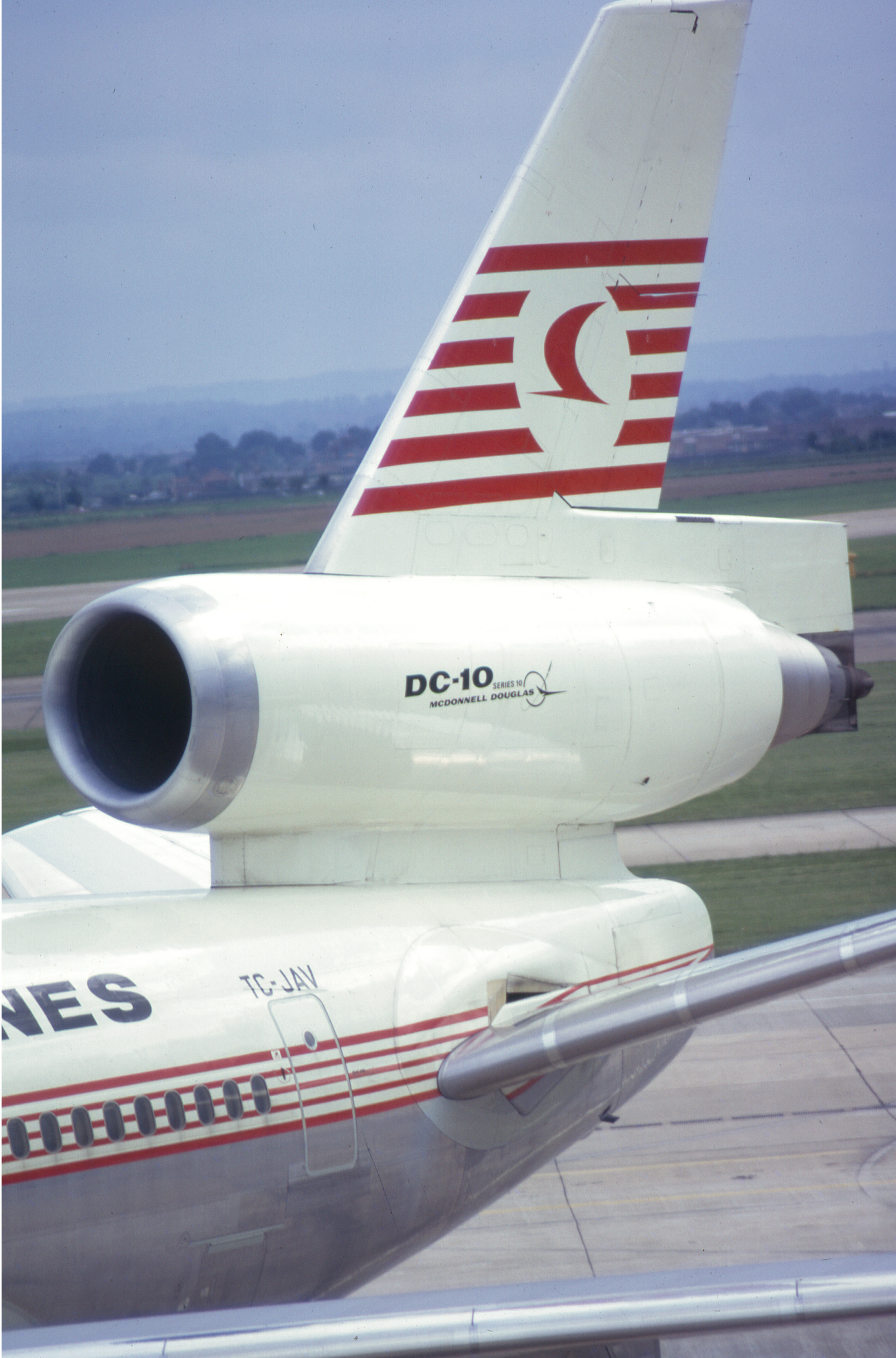
Thân máy bay phía sau máy bay bị tai nạn. Cửa hàng hoá bị thổi ra nhìn thấy một phần phía trên cánh, bên dưới và phía trước của cửa hành khách

| Quốc gia          | Hành khách | Phi hành đoàn | Tất cả |
| ----------------- | ---------- | ------------- | ------ |
| Argentina         | 3          | –             | 3      |
| Úc                | 2          | –             | 2      |
| Bỉ                | 1          | –             | 1      |
| Brasil            | 5          | –             | 5      |
| Cộng hòa Síp      | 1          | –             | 1      |
| Pháp              | 16         | –             | 16     |
| Ấn Độ             | 2          | –             | 2      |
| Cộng hòa Ireland  | 1          | –             | 1      |
| Nhật Bản          | 48         | –             | 48     |
| Maroc             | 1          | –             | 1      |
| New Zealand       | 1          | –             | 1      |
| Pakistan          | 1          | –             | 1      |
| Senegal           | 1          | –             | 1      |
| Việt Nam Cộng hoà | 1          | –             | 1      |
| Tây Ban Nha       | 1          | –             | 1      |
| Thuỵ Điển         | 1          | –             | 1      |
| Thuỵ Sĩ           | 1          | –             | 1      |
| Thổ Nhĩ Kỳ        | 44         | 11            | 55     |
| Vương quốc Anh    | 176        | –             | 176    |
| Hoa Kỳ            | 25         | –             | 25     |
| Tây Đức           | 1          | –             | 1      |
| Không rõ          | 2          | –             | 2      |
| Total             | 335        | 11            | 346    |